# Excelsior Cycles Payan
 (mai 2021).
Si vous disposez d'ouvrages ou d'articles de référence ou si vous connaissez des sites web de qualité traitant du thème abordé ici, merci de compléter l'article en donnant les références utiles à sa vérifiabilité et en les liant à la section « Notes et références ».
 (juin 2022).
La mise en forme du texte ne suit pas les recommandations de Wikipédia : il faut le « wikifier ».
Les points d'amélioration suivants sont les cas les plus fréquents. Le détail des points à revoir est peut-être précisé sur la page de discussion.
- Les titres sont pré-formatés par le logiciel. Ils ne sont ni en capitales, ni en gras.
- Le texte ne doit pas être écrit en capitales (les noms de famille non plus), ni en gras, ni en italique, ni en « petit »…
- Le gras n'est utilisé que pour surligner le titre de l'article dans l'introduction, une seule fois.
- L'italique est rarement utilisé : mots en langue étrangère, titres d'œuvres, noms de bateaux, etc.
- Les citations ne sont pas en italique mais en corps de texte normal. Elles sont entourées par des guillemets français : « et ».
- Les listes à puces sont à éviter, des paragraphes rédigés étant largement préférés. Les tableaux sont à réserver à la présentation de données structurées (résultats, etc.).
- Les appels de note de bas de page (petits chiffres en exposant, introduits par l'outil «  Source ») sont à placer entre la fin de phrase et le point final[comme ça].
- Les liens internes (vers d'autres articles de Wikipédia) sont à choisir avec parcimonie. Créez des liens vers des articles approfondissant le sujet. Les termes génériques sans rapport avec le sujet sont à éviter, ainsi que les répétitions de liens vers un même terme.
- Les liens externes sont à placer uniquement dans une section « Liens externes », à la fin de l'article. Ces liens sont à choisir avec parcimonie suivant les règles définies. Si un lien sert de source à l'article, son insertion dans le texte est à faire par les notes de bas de page.
- La présentation des références doit suivre les conventions bibliographiques. Il est recommandé d'utiliser les modèles {{Ouvrage}}, {{Chapitre}}, {{Article}}, {{Lien web}} et/ou {{Bibliographie}}. Le mode d'édition visuel peut mettre en forme automatiquement les références.
- Insérer une infobox (cadre d'informations à droite) n'est pas obligatoire pour parachever la mise en page.

Pour une aide détaillée, merci de consulter Aide:Wikification.
Si vous pensez que ces points ont été résolus, vous pouvez retirer ce bandeau et améliorer la mise en forme d'un autre article.
Pour les articles homonymes, voir Excelsior et Payan.
Excelsior-Club Cycles Payan est une des premières équipes de cyclisme créée en France.
Elle a été créée l'année des premiers jeux olympiques modernes de 1896 par Victor Antoine Payan mécanicien (né à Marseille le 9 septembre 1874) et son frère François Payan également mécanicien aux tramways de Marseille, Victor est le grand-père du coureur André Payan, en même temps que le mythique magasin de Marseille Les Cycles Payan, situé à la jonction du boulevard Théodore-Turner et du cours Lieutaud. Victor Payan a déposé plusieurs brevets à l'INPI dont le brevet no 10355 d'un cadre de bicyclette à l'INPI le 07 mai 1923.
Depuis le début, tous les vélos assemblés et vendus par les Cycles Payan auront une plaque « Cycles Payan Origine Marseille ». Victor Payan et son frère Francois vont créer en 1905 l'association "Excelsior Sport" pour intégrer des cyclistes dans les courses régionales et nationale. Les maillots de l'équipe Excelsior Club des Cycles Payan, ne feront apparaître que Payan surplombé du "P" avec mention [Quoi ?] L'association ne sera pas renouvelée dans le temps, puis en 1955 "Excelsior-Club" sera rouvert en association loi de 1901 avec autorisation de Félix Payan (fils de Victor).  Dans les années 1950, les Cycles Payan profiteront d'un énorme marketing orchestré par Félix Payan. Les vélos "Payan" seront les vélos les plus vendus en Provence, plus particulièrement les vélos de courses.

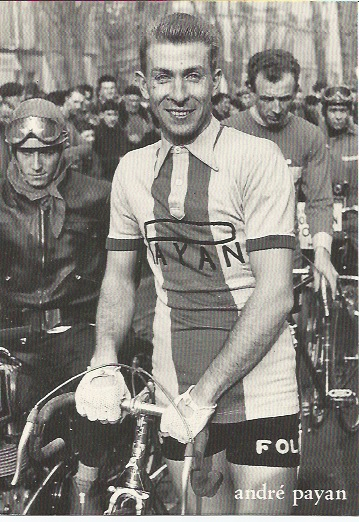
André Payan, portant le maillot de la marque.

Puis son fils, l'ancien professionnel André Payan, prendra la succession du magasin "Cycles Payan" perdurant le succès. Courant de la fin des années 1980, le magasin est vendu à son fils Bernard Payan.   Ce dernier découvre que le marché du vélo a changé. La demande du VTT est grandissante, et les magasins concurrents ont ouvert les magasins du côté de la Valentine à Marseille, point de départ des cyclistes ayant fui le centre-ville.
Cette époque et ce manque de changement stratégique de marché, seront fatals aux "Cycles Payan" qui verra ses ventes s'écrouler en seulement quelques années. C'était la fin de l'empire des vélos "Payan" qui régnait sur Marseille et la Provence depuis la fin du XIXe siècle.
Le magasin "Cycles Payan" fera faillite près de 100 ans après son ouverture en 1996[Pas dans la source]. La marque Cycles Payan restera longtemps conservée sur la façade de l'immeuble mais a disparu depuis l'été 2020.
En 2005, le nom "Excelsior-Club" (avec apposition du Nom "Payan" sur les maillots) utilisé par une association loi de 1901 sans autorisation des héritiers de la famille "Payan" sera abandonné au domaine public par l'association qui devient "Vélo Club Excelsior de Marseille". Cette association " Vélo Club Excelsior de Marseille" n'a aucune légitimité ni rapport avec l'origine et l'histoire de l'équipe "Excelsior-Club Cycles Payan".
Les Cycles Payan ont fait connaître plusieurs coureurs professionnels dont :
- Ferdinand Payan
- Raoul Rémy
- André Payan
- Félix Payan

En 2021, le site internet  excelsior-club-cycles-payan.com est déposé et est publié en mémoire de l'histoire des Cycles Payan et Excelsior-Club.